# Woltersberg (Jever)
Die Burg Woltersberg, auch Kleiburg genannt, ist eine abgegangene, frühmittelalterliche Niederungsburg am Nordostrand der Stadt Jever des niedersächsischen Landkreises Friesland.

## Geschichte
Die Burg wird nie in der historischen Überlieferung erwähnt. In der neueren historischen Forschung wird die Anlage als die Burg der Billunger Amtsgrafen in Jever angesprochen. Dieses sächsische Geschlecht besaß im 10. Jahrhundert die Grafenrechte in Östringen und verwaltete dieses Gebiet von Jever aus. Die Billungerzeit war die erste Blütezeit Jevers als Handels- und Marktort. Die Burg auf dem Woltersberg verlor ihre Bedeutung vermutlich im Zuge der Verlandung der Crildumer Bucht bis zum 11. Jahrhundert In der Chronik des Ulrich von Werdum aus dem 17. Jahrhundert wird der Burghügel  „arx Kleiburgica“ (arx = Befestigung) genannt. Die archäologischen Oberflächenprospektionen erbrachten Fundmaterial des 9. bis 14. Jahrhunderts.

## Beschreibung
Die Burg ist auf einer schon vorher besiedelten Wurt angelegt worden und nimmt ein Gesamtareal von ca. 180 × 120 m ein. Für ihre Anlage wurde aus der Wurt eine trapezoide Fläche von ca. 45 × 40 m Größe durch einen Graben „herausgeschnitten“ und mit dem Aushubmaterial die Burgfläche erhöht, so dass sie sich ca. 3,2 m über die Umgebung erhebt. Dieser Burghügel ist von einem Wall umgeben, der teilweise noch bis zu 3 m Höhe erhalten ist. Wall und Hügel sind durch eine 15 m breite, grabenartige Senke getrennt. Eine geophysikalische Prospektion ergab auf dem Hügel die rechteckige Struktur eines Gebäudes. Umgeben ist die Wurt von einem noch ca. 0,80 m hohen Wall, der vielleicht eine Palisade trug. Im Nordwesten und Südosten sind jeweils halbkreisförmige Wälle vorgelagert. Im Norden sind noch alte Grabenreste erkennbar. 1969 fanden Probebohrungen statt, durch die 3–4 Siedlungsschichten erkannt worden sein sollen.